# 제5회 제주영화제
제5회 제주영화제는 2006년 9월 21일에 열린 시상식이다.

## 수상 및 후보

### 최우수 작품상
- 2분 - 정태경 수상

### 우수 작품상
- 비 오는 날의 산책 - 최현명 수상

### 관객상
- 연시 - 구상범 수상
- 임성옥 자살기 - 류훈 수상

### 본선작
- 소행성 325호 - 남미언
- 비 오는 날의 산책 - 최현명
- 포가튼 랭귀지 - 이학수
- 참신한 그이 모습 - 유승조
- 마이 좀비 보이 - 이유빈
- 키즈북 이즈 - 박성호
- 모놀로그#1 - 김종관
- 바라만 본다 - 양익준
- 자살소녀 시간차공격 - 박신우
- 어렴풋이 알고 있었어 - 신지영
- 사라짐의 양식 - 김기훈
- 임성옥 자살기 - 류훈
- 추위에 날무대가리가 터진 게지 - 오창민
- 2분 - 정태경
- 매혈 - 강경태
- 보통 사람들 - 권만기
- 악몽 - 김철
- 외박 - 이종윤
- 불법주차 - 정충환
- 상징적 그녀 - 김은호
- 서울까지 - 김방현
- 이슬 후 - 엄상미
- 낙원 - 김종관
- 신당동 전기톱 부부싸움 - 류근환
- 아버지 어금니 꽉 깨무세요 - 최원석
- 연시 - 구상범
- 참 잘했어요 - 이채윤
- 훼미리 사이즈 피자 - 김경미
- 와인드 업 - 허준영
- 소풍 - 홍남희

### 제주트멍
- Visual Performance - 변석훈
- 형제 - 강문관
- 알러지 - 현진식
- 바람이 전하는 이야기 - 임경숙
- Beautiful Monster - 고재경
- 아침기도 - 변성진
- 유빈이의 3만원 - 남원교